# Ernest Allo
Ernest Allo, per intero Ernest Bernard Allo (Quintin, 3 febbraio 1873 – Étiolles, 19 gennaio 1945), è stato un religioso e presbitero francese.
Sacerdote domenicano, insegnò dapprima a Mosul, poi a Friburgo; divenne successivamente (1941) consultore della commissione biblica pontificia. Morì nel convento di Le Saulchoir, ad Étiolles.

## Opere
- Paies d'Europe et beaumes du Gange (1931)
- Commento all'Apocalisse (1921)
- Paul apotre de J. C. (1942)
- Évangile et Évangelistes (1944)